# Kapingamarangi Village
Kapingamarangi Village är en ort i Mikronesiska federationen.   Den ligger i kommunen Kapingamarangi Municipality och delstaten Pohnpei, i den sydvästra delen av landet, 700 km sydväst om huvudstaden Palikir. Kapingamarangi Village ligger 11 meter över havet och antalet invånare är 474. Den ligger på ön Werua.
Terrängen runt Kapingamarangi Village är mycket platt.  Det finns inga andra samhällen i närheten. 